# Galleberg Station
Galleberg Station (Galleberg stasjon) var en jernbanestation på Vestfoldbanen, der lå i Sande kommune i Norge.
Stationen blev åbnet sammen med banen fra Drammen til Larvik 7. december 1881. Stationen blev nedgraderet til trinbræt 1. januar 1971. Betjeningen med persontog ophørte 3. juni 1973, og 28. maj 1978 blev stationen nedlagt. Strækningen mellem Bergsenga og Holm, hvor stationen lå, blev nedlagt og erstattet af en ny dobbeltsporet strækning i 2001. Her benyttes navnet Galleberg siden 5. oktober 2001 om et krydsningsspor.
Stationsbygningen blev opført efter tegninger af Balthazar Lange. Der er tale om en stationsbygning for mellemstationer af fjerde klasse ligesom Barkåker, Råstad, Jåberg og Bjørkedal. Stationsbygningen er senere solgt fra og benyttes nu til beboelse. Det tidligere pakhus benyttes som kontor/atelier.